# Báthori Margit
Ecsedi Báthori Margit (1420 körül – 1498 után) magyar nemesasszony, első házassága révén magyar kormányzóné.

## Élete
Édesapja a várnai csatában elesett Báthori István országbíró és asztalnokmester.
Édesanyja Butkai Borbála magyar nemesasszony.
Báthori Margit valamikor 1440/45 körül feleségül ment horogszegi Szilágyi Mihályhoz. Házasságukból valószínűleg több gyermek is született, de egyikük sem érte meg a felnőttkort.
Férje halálát követően másodszor is férjhez ment, immár az alsólendvai Bánffy családból való alsólendvai Bánffy Pálhoz.